# Suwałki Arena
Suwałki Arena – hala widowiskowo-sportowa w Suwałkach, w Polsce. Została oddana do użytku 23 listopada 2019 roku. Może pomieścić 2165 widzów. Na obiekcie swoje spotkania rozgrywają siatkarze klubu Ślepsk Malow Suwałki.

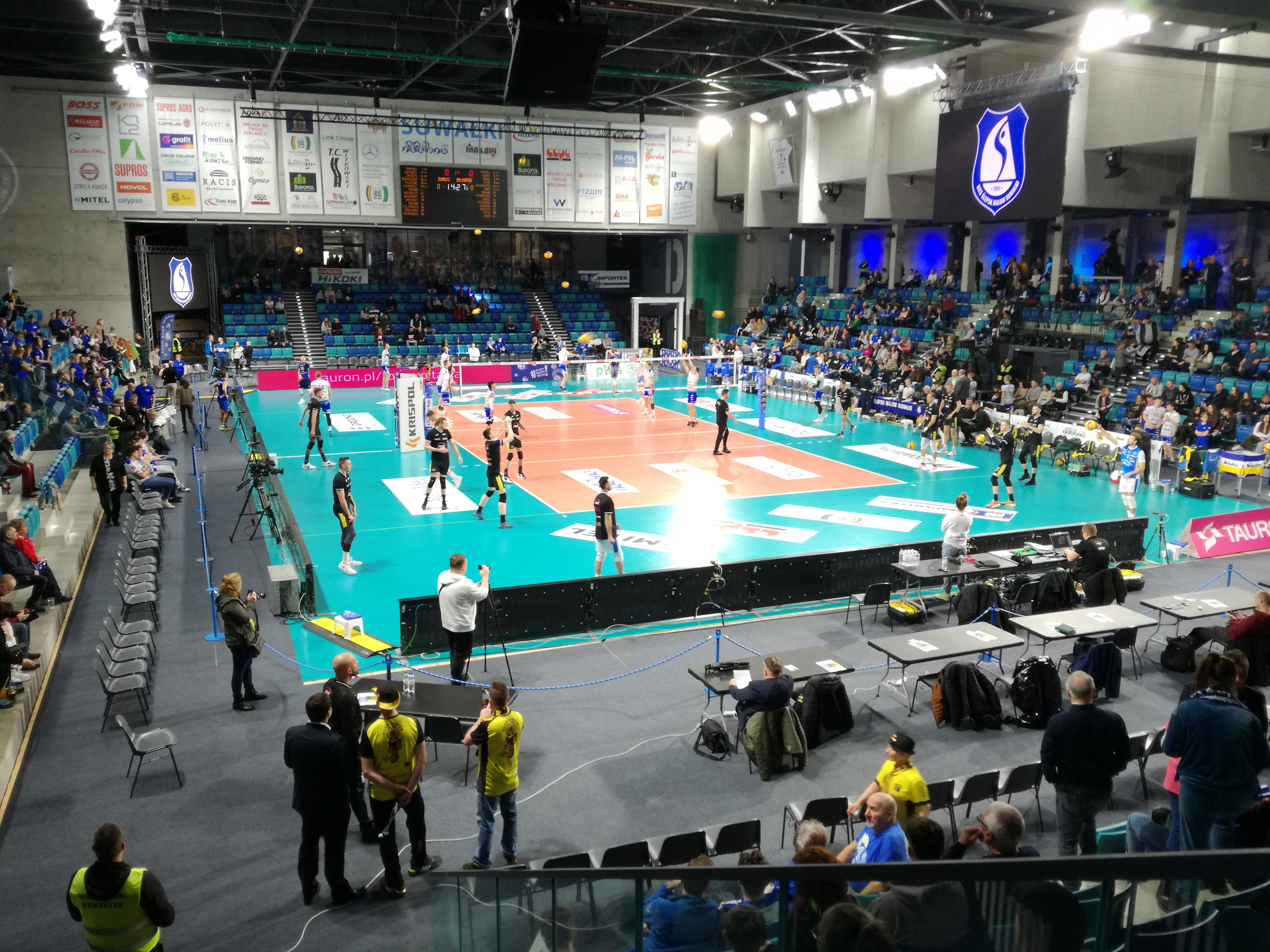
Suwałki Arena od wewnątrz, 05.02.2022

Pierwsze prace przy budowie hali rozpoczęły się 28 listopada 2017 roku, a uroczystego wmurowania aktu erekcyjnego dokonano 6 kwietnia 2018 roku. Obiekt powstał tuż obok Stadionu Miejskiego. Jego inauguracja miała miejsce 23 listopada 2019 roku, a w dniu otwarcia siatkarze drużyny Ślepsk Malow Suwałki pokonali w meczu PlusLigi Indykpol AZS Olsztyn 3:1 (w sezonie 2018/2019 Ślepsk uzyskał historyczny awans do PlusLigi). Pierwotnie otwarcie planowane było na maj 2019 roku, ale prace nieco się opóźniły, przez co pierwsze spotkania sezonu 2019/2020 zaplanowane do rozegrania w Suwałkach zostały przełożone na późniejszy termin. Początkowo klub siatkarski Ślepsk (utworzony w 2004 roku) miał swoją siedzibę w Augustowie, w 2009 roku przeniósł się do Suwałk, gdzie do stycznia 2010 roku swoje mecze rozgrywał w hali II Liceum Ogólnokształcącego, a następnie przeniósł się do wyremontowanej hali OSiR-u, w której grał do zakończenia sezonu 2018/2019. Halą Suwałki Arena zarządza Ośrodek Sportu i Rekreacji w Suwałkach.